# False Positive
Pour plus de détails, voir Fiche technique et Distribution.
False Positive (Instinct maternel) est un film d'horreur américain co-produit, co-écrit et réalisé par John Lee (en), sorti en 2021.

## Synopsis
Après deux ans à essayer de tomber enceinte, Lucy et Adrian trouvent enfin leur médecin de la fertilité de rêve dans l’illustre Dr. Hindle. Mais après être tombée enceinte d’une petite fille en bonne santé, Lucy commence à remarquer quelque chose de sinistre à travers le charme étincelant de Hindle, et elle se met à découvrir la vérité troublante sur lui et sa propre « histoire de naissance ». Comme si tomber enceinte n’était pas assez compliqué…

## Fiche technique
Sauf indication contraire, les informations mentionnées dans cette section peuvent être confirmées par la base de données cinématographiques IMDb,  présente dans la section « Liens externes ».
- Titre français : Instinct maternel[2]
- Titre original : False Positive
- Réalisation : John Lee (en)
- Scénario : Ilana Glazer et John Lee, d'après l'histoire de Ilana Glazer, John Lee et Alissa Nutting
- Musique : Yair Elazar Glotman et Lucy Railton
- Décors : Jason Singleton
- Costumes : Valerie Klarich
- Photographie : Pawel Pogorzelski
- Montage : Jon Philpot
- Production : Ilana Glazer, John Lee et Jonathan Wang

Production déléguée : Allison Rose Carter et Jon Read
- Société de production : A24 Films
- Société de distribution : Hulu
- Pays d'origine :  États-Unis
- Langue originale : anglais
- Format : couleur
- Genre : horreur
- Durée : 92 minutes
- Dates de sortie :
  - États-Unis : 18 juin 2021 (Festival du film de Tribeca) ; 25 juin 2021 (Hulu)[1]
  - France : 9 mars 2022 (Diffusion sur Canal+ et VOD)[3]

## Distribution
- Ilana Glazer (VF : Joséphine Ropion ; VQ : Aline Pinsonneault) : Lucy
- Justin Theroux (VF : Jérémy Prévost ; VQ : Marc-André Bélanger) : Adrian
- Pierce Brosnan (VF : Emmanuel Jacomy ; VQ : Marc Bellier) : Dr John Hindle
- Sophia Bush (VF : Barbara Delsol ; VQ : Émilie Bibeau) : Corgan
- Josh Hamilton (VF : Nicolas Marié ; VQ : Renaud Paradis) : Greg
- Gretchen Mol (VF : Barbara Beretta ; VQ : Violette Chauveau) : Dr Dawn
- Lucy Walters : Marcy
- Zainab Jah (VQ : Véronique Marchand) : Grace Singleton
- Sabrina Gadecki : Rita
- Kelly AuCoin : Dirk
- Francesca Faridany : Coraline
- Taylor Ortega : Eden
- Sullivan Jones : Bryon
- S.J. Son : Alyson
- Nils Lawton : Mihail
- Jaygee Macapugay : Mae
- Matthew Brandt : un serveur

Source : Version québécoise (VQ) sur Doublage.qc.ca

## Production
En février 2019, on annonce que l'actrice Ilana Glazer va écrire, produire et jouer dans le film, avec John Lee (en) en tant que scénariste, producteur et réalisateur. A24 Films serait le producteur. En mars, Pierce Brosnan, Zainab Jah, Gretchen Mol, Sophia Bush et Josh Hamilton participent à la distribution du film.
Le tournage a lieu à New York en avril 2019.